# Peter Egge
Peter Egge (Trondheim, 1869 – Oslo, 1959) è stato uno scrittore norvegese.
Di famiglia povera, dovette abbandonare gli studi ed esercitare diversi mestieri. Nel 1891 pubblicò il romanzo Popolo, che lo pose tra i migliori scrittori norvegesi contemporanei. Dalla vita popolare e soprattutto dal mondo contadino, Egge trasse ispirazione per le sue prime opere: Descrizioni di vita popolare (1894) e Quelli di Trondheim (1898). In seguito l'arte di Egge divenne più profonda e acuta e si aprì a conflitti psicologici, a problemi morali e religiosi. Di questo periodo sono i romanzi Il cuore (1907), Tra i fiordi (1920), Hansine Solstad (1925) e Il sogno (1927).
Egge fu inoltre autore di popolari commedie quali Jacob e Cristoffer  (1902), Sveit e i suoi scrupoli (1906) e drammi, come L'idillio (1910), Il violino (1912), La crepa (1914), Il pazzo (1917) e La difficile scelta (1924).